# Quốc kỳ Cộng hòa Xã hội chủ nghĩa Xô viết Byelorussia
Quốc kỳ Cộng hòa Xã hội chủ nghĩa Xô viết Byelorussia được chính phủ Belarus thời Xô viết thông qua ngày 25 tháng 12 năm 1951. Trước đó, nước Cộng hòa Xã hội chủ nghĩa Xô viết Litva–Byelorussia là cờ đỏ sau đó khi hai nước xô viết tách riêng là Cộng hòa Xô viết Xã hội chủ nghĩa Byelorussia và Cộng hòa Xã hội chủ nghĩa Xô viết Litva (1918-1919) là các lá cờ có nền đỏ với ký tự Kirin "БССР" (BSSR) bằng vàng ở góc trên cùng bên trái, được bao quanh bởi một đường viền vàng.Quốc kỳ từ năm 1937-1951 là cờ khá giống cờ xô viết tự trị.Đến năm 1990 cờ được thay đổi là cờ cộng hòa Belarus. Quốc kỳ Cộng hòa Xã hội chủ nghĩa Xô viết Byelorussia được sử dụng cho đến khi Liên Xô tan rã năm 1991. Một lá cờ dựa trên thiết kế này được sử dụng làm quốc kỳ hiện tại của Belarus.

## Lịch sử cờ

Cộng hòa Xã hội chủ nghĩa Xô viết Litva–Byelorussia (1919)
Cộng hòa Xô viết Xã hội chủ nghĩa Byelorussia (1919-1927)
Cộng hòa Xô viết Xã hội chủ nghĩa Byelorussia  (1927-1937)
Cộng hòa Xã hội chủ nghĩa Xô viết Byelorussia(1937-1951)
Cộng hòa Xã hội chủ nghĩa Xô viết Byelorussia (1951–1991)
Cộng hòa Xã hội chủ nghĩa Xô viết Byelorussia (1991), đây cũng chính là quốc kỳ của Belarus cho đến khoảng năm 1995 khi Lukashenko lên nắm quyền, đồng thời đây là lá cờ của phe đối lập với chính phủ Lukashenko

## Lịch sử
1. ↑  "STB 911–2008: National Flag of the Republic of Belarus. Technical Specifications" (bằng tiếng Nga). State Committee for Standardization of the Republic of Belarus. 2008. Bản gốc lưu trữ ngày 7 tháng 5 năm 2017. Truy cập ngày 5 tháng 8 năm 2010.

Năm 1919 nước Litva và Byelorussia đã hợp nhất thành Cộng hòa Xã hội chủ nghĩa Xô viết Litva–Byelorussia và được Nga xô viết công nhận trở thành nuóc xô viết sau khi Cộng hòa Xã hội chủ nghĩa Xô viết Litva–Byelorussia thành cộng hòa xã hội chủ nghĩa xô viết Litva